# Jamie Leweling
Jamie Leweling (ur. 26 lutego 2001 w Norymberdze) – niemiecki piłkarz występujący na pozycji skrzydłowego lub napastnika w niemieckim klubie VfB Stuttgart oraz w reprezentacji Niemiec.

## Kariera reprezentacyjna
W reprezentacji Niemiec zadebiutował 14 października 2024 w wygranym 1:0 meczu z Holandią, w którym strzelił gola.